# 青い性
『青い性』（あおいせい）は、1975年6月21日に公開された映画。三東ルシア・鹿間ケイ W主演。東映東京製作、東映配給。
東映東京撮影所（以下、東映東京）で、13年間助監督を務めた小平裕の監督昇進第一作。
二人の高校生が連休に家出し、湘南海岸を舞台に恋と冒険、そして青春の死という現代版"太陽の季節"。当時の東映の不良高校生映画というと池玲子や杉本美樹らのスケバン映画が定番だったが、本作は普通の家族の16歳の性行動を描く。『新幹線大爆破』の前番組である。

## スタッフ
- 監督：小平裕
- 脚本：小平裕
- 企画：太田浩児
- 撮影：仲沢半次郎
- 音楽：八木正生
- 美術：北川弘
- 録音：内田陽造
- 照明：大野忠三郎
- 編集：祖田富美夫
- 助監督：馬場昭格

## キャスト
- 進藤亜木：三東ルシア
- 真山美根子：鹿間ケイ
- 山室浩一：山本紀彦
- 八代香：風間千代子
- メリー・フォーク：梅田智子
- 健：富岡普
- 進藤春彦：小松方正
- 進藤菊江：中原早苗
- 進藤昇：岩淵英二
- 真山久美子：絵沢萠子
- 三枝：曽根晴美
- 洋品店々員：小林千枝
- 女子大生：渚リール
- 女子大生：木島あかね
- 女子高生：星野みどり
- 刑事：室田日出男
- 神野明：佐藤允
- 佐久間大助：星正人

## 製作
1974年、岡田茂東映社長は「10代の映画ファンの興行への影響力が大きくなった」と判断し、「19歳以下を取れ!」と、1975年の東映製作方針として、ヤング向け映画に力を入れることを発表。当時は1975年の正月映画で、16歳の山口百恵主演デビュー作『伊豆の踊子』（東宝）の予想外の大ヒットや、自社タレントで、当時19歳の志穂美悦子の人気急上昇という背景もあり、岡田社長の「女性映画を作りたい」という方針もあって、1975年上半期は、テレビで活躍する若い人気歌手・タレントの起用し、メイン作を従来の東映調、片番（併映作）をヤング向け番組「青春路線」とする編成を決めた。1975年4月7日に東映本社で、本作にも出演する星正人主演第一作『青春讃歌 暴力学園大革命』の製作発表会見があり、この席で岡田が「この映画は東映の若い観客層拡大を狙い新路線だ。今後は、二本立てのうち一本は19歳以下の若い層むきの映画を作りたい」と発表した。1975年5月、正式に「ヤングシリーズ」第一弾として、本作の製作発表が行われ、当時の東映は「実録路線」がメインだったが、ユニークな新路線として注目された。この時点では主役は、星正人、三東ルシア、鹿間ケイの3人と発表されていた。小平裕監督は「若い人たちの意味のない行動の中に、青春の純粋さを描きたい。今の若い世代のセンスはサイクルが早い。これに遅れないようにするには、若い映画を作らねばならない」などと"ヤング東映"の番頭を期待されての意気込みを述べた。

### 脚本
小平監督は東映調のハードな青春ものを考え、少女が海の中に入って行くと潜水艦がその下を通って爆発するというような脚本を岡田茂東映社長に提出したら、「なんや、これは！」とアタマだけ読んでゴミ箱に捨てられた。小平はこのホンには連合赤軍批判のようなテーマ性を持っていたと話しているが、クランクイン直前にハネられ、中止になりかけたが、3日で全く別の話に書き換え無事クランクインした。岡田茂は東映作品の脚本全てに目を通し、「映画を製作するかどうかはボクが長い間の製作経験と感性でジャッジして、戸口でパッパッと決めちゃいます」などと話しているが、脚本家の掛札昌裕は「東映の脚本家は、徹夜で書き上げた脚本を社長室で岡田さんの前で読み上げるんですよ。読むのはえらく面倒くさかったですけど、読むのがうまい人はOKになっちゃったりするんですよ(笑)」などと話していることから。アタマだけ読んで捨てられたというのは最短記録かも知れない。

### キャスティング
主演の三東ルシアは、1974年にグリコペロティチョコレートのCMに出演後、1975年1月から放映された大林宣彦演出による東陶機器（TOTO）ホーローバスの「お魚になったワ･タ･シ」のCMに、高沢順子に続いて二代目CMキャラクターに選ばれ、ヌードを披露、1975年3月にはコロムビアから、シングル「危険な春」で歌手としてもデビューし、16歳ながらセクシーな肢体で、歌いかつ脱ぐアイドルとしてヤングの人気を高めていた。
岡田東映社長は"生もの"が好きで、「旬のもの、いま流行っているものをドラマにしろ、添え物（併映作品）は何をやってもいい」などと現場に指示を出しており、三東ルシアと鹿間ケイが、森昌子、桜田淳子、山口百恵の花の高二トリオと同学の16歳だったことから、『花の高2トリオ 初恋時代』（東宝）に対抗して、東映得意の"不良性感度"の強さで勝負するため、三東と鹿間を初主演に招集した。鹿間は「『エマニエル夫人』3回も見ちゃった。私は18歳で結婚してこども産むんだから」と話し、三東は「山口百恵なんてカマトトでしょ。ゼーンゼン興味ない」などと花の高二トリオに対抗意識を燃やした。寺脇研は「三東は心も体も不安定な女子高校生を演じ、"しらけの時代"と呼ばれる時代の少女を鮮やかに示した」と評価している。
星正人は、東映の一押し新人男優として売り出されていた。

### 撮影
1975年5月後半クランクイン。
1975年5月31日、神奈川県三浦半島油壺のヨットハーバー・シーボニアから1時間の沖合のヨット上で撮影が行われた。高校2年生役の鹿間ケイが、かっこいい大学生を誘うシーンで、小平監督が「オッパイを出せ」と指示したが、これを拒否し揉めた。前日に海岸で暴行されるシーンでは「分かる」と承諾し、オッパイ丸出しで演技したばかりなのに、急な心変わりに天尾完次東映東京企画部長まで説得に当たり、現場を手こずらせた。東映東京の組合活動家だった小平監督は「映画は観念性を持っていると思う。当然、組合でいろいろ闘ってた部分があるから、それは投影している」などと話している。

## 宣伝

### キャッチコピー
「夏の日―。16才の私を狂わせた真っ青な海」。

## 作品の評価

### 興行成績
メイン作『資金源強奪』の主演・北大路欣也は「お客は入らなかった」と述べており、『映画年鑑』にも「〈青春もの〉『青春讃歌 暴力学園大革命』『青い性』は失敗した」と書かれている。

## ソフト化状況
東映チャンネルではよく放送されるが、東映は未成年の裸で何度もトラブルを起こしているため、ソフト化は一度もされていないとされる。

## 同時上映
『資金源強奪』
- 主演 - 北大路欣也 / 監督 - 深作欣二 / 脚本 - 高田宏治

『実録・ベトナム戦争残虐史』
- 構成 - 井出昭 /